# Spencer Shay
Spencer Shay, spillet af Jerry Trainor, er en figur i tv-serien iCarly. Han er hovedpersonen Carlys storebror. Da Carly og Spencers far blev udstationeret i udlandet, blev Spencer værge for Carly. Han lavede deres lejlighed om til både en arbejdsplads og galleri for sine skøre skulpturer.
Selvom han ofte er spontan og upålidelig, kan Spencer også være ekstremt beskyttende over for Carly. 
I flere afsnit nævnes det, at Spencer læste jura på grund af sin fars ønske. Han droppede dog ud efter tre dage.